# Anders Nyström (skådespelare)
Anders Nyström, född 8 februari 1933 i Maria Magdalena församling i Stockholm, död 17 december 2022 i Älta i Nacka distrikt i Stockholms län var en svensk skådespelare.

## Biografi
Anders Nyström var uppvuxen i Älta söder om Stockholm och började tidigt som barnskådespelare med debut 1940 i sagospelet Tummeliten på Operan, där han ansågs som ett verkligt fynd. Han började snart få filmroller, bland annat som vallpojke i Himlaspelet (1942) – hans filmdebut – och som lillebror i Hets (1944) och senare blev han mest känd som Månke, pojken som leder sin syskonskara genom alla motigheter, i filmen Barnen från Frostmofjället (1945). Efter denna och en del andra barnroller på film under främst 1940-talet tog filmkarriären ett abrupt slut 1952.
Han utbildade sig 1950–1952 vid Gösta Terserus teaterskola och var sedan under åren 1952–1959 vid Riksteatern, 1959–1964 i Borås, 1964–1978 vid Upsala-Gävle stadsteater och från 1979 vid Stockholms stadsteater. Han återkom till film och tv först vid 1970-talets början, då han bl.a. hade en större roll som en av ortsborna i tv-filmen Badjävlar (1971) och huvudrollen i Jan Myrdals tv-moralitet B. Olsen löper livet ut (1973). Sedan dess har det blivit desto fler film- och tv-roller, ofta som lite försynt och ibland tvär karaktär. Han spelade pappan i tv-serien Pojken med guldbyxorna (1975).
Hans rollfigurer hörde ofta hemma i arbetar- eller hantverkaryrken, som fallet var med hans roll som möbeltapetserare i långserien Goda grannar (1987) eller mer tragisk som den försupne torparen Svensson i de olika serieomgångarna av Hedebyborna (1978, 1980 och 1982). Han hade också en stor roll som en något inbunden änkeman i Carin Mannheimers Svenska hjärtan (1995 och 1998). En något liknande roll, den som den fryntlige änkemannen Doktor Schenker, spelade Nyström i den populära tv-serien Saltön (2005–2007), även den regisserad av Mannheimer. Trots att han kommit upp i åren var Nyström fortsatt aktiv som skådespelare och så sent som 2013 sågs han exempelvis i deckaren Tyskungen (Per Hanefjord).
Åren 1960–1990 var han gift med skådespelaren Nini Witzansky (1937–2021). Makarna fick en son 1961 och en dotter 1963. Från 2010 till sin död var han gift med Carina Jarlemark.

## Filmografi
| År        | Titel                                 | Notering |
| --------- | ------------------------------------- | -------- |
| 1942      | Himlaspelet                           |          |
| 1942      | Kan doktorn komma?                    |          |
| 1943      | Katrina                               |          |
| 1944      | En dotter född                        |          |
| 1944      | Hets                                  |          |
| 1944      | ...och alla dessa kvinnor             |          |
| 1944      | Vändkorset                            |          |
| 1944      | Kejsarn av Portugallien               |          |
| 1945      | Maria på Kvarngården                  |          |
| 1945      | I som här inträden                    |          |
| 1945      | Barnen från Frostmofjället            |          |
| 1946      | 100 dragspel och en flicka            |          |
| 1946      | Ödemarksprästen                       |          |
| 1947      | Pappa sökes                           |          |
| 1947      | Maria                                 |          |
| 1947      | Det kom en gäst                       |          |
| 1952      | Trots                                 |          |
| 1971      | Badjävlar                             |          |
| 1971      | Med egna ögon                         |          |
| 1971      | I havsbandet                          | TV-serie |
| 1972      | Spöksonaten                           |          |
| 1972      | Barnen i Höjden                       | TV-serie |
| 1973      | Makt på spel                          | TV-serie |
| 1973      | Mona och Marie                        | TV-serie |
| 1975      | Pojken med guldbyxorna                | TV-serie |
| 1977      | Fia i folkhemmet                      |          |
| 1978      | Hedebyborna                           | TV-serie |
| 1979      | Hallå, det är från kronofogden        |          |
| 1981      | Höjdhoppar'n                          |          |
| 1981      | Fem dagar i december                  | TV-serie |
| 1981      | Vårt dagliga bröd                     |          |
| 1981      | Göta kanal                            |          |
| 1981      | Smurferna och den fiffige trollkarlen | Röst     |
| 1981      | Det våras för Smurfan                 | Röst     |
| 1981      | Nu smurfar vi igen!                   | Röst     |
| 1982      | Zoombie                               | TV-serie |
| 1982      | Flygande service                      | TV-serie |
| 1983      | Motorsågen                            |          |
| 1983      | Den tredje lyckan                     | TV-serie |
| 1983      | Lykkeland                             | TV-serie |
| 1983      | Midvinterduell                        |          |
| 1985      | Korset                                | TV-serie |
| 1986      | Mästerdetektiven Basil Mus            | Röst     |
| 1986      | Kunglig toilette                      |          |
| 1986      | Flykten                               | TV-serie |
| 1987–1988 | Goda grannar                          | TV-serie |
| 1987      | Skulden                               |          |
| 1991      | Snöriket                              |          |
| 1991      | Skönheten och odjuret                 | Röst     |
| 1993      | Snoken                                | TV-serie |
| 1994      | Den vite riddaren                     | TV-serie |
| 1995      | Svenska hjärtan                       | TV-serie |
| 1996      | Jerusalem                             |          |
| 1997      | Radioskugga                           | TV-serie |
| 1997      | Skärgårdsdoktorn                      | TV-serie |
| 1998      | S:t Mikael                            | TV-serie |
| 1999      | Asterix och Obelix möter Caesar       | Röst     |
| 1999      | Babar – elefanternas konung           | Röst     |
| 2000      | Nya tider                             | TV-serie |
| 2001      | Pusselbitar                           |          |
| 2002      | Asterix & Obelix: Uppdrag Kleopatra   | Röst     |
| 2002      | Beck – Pojken i glaskulan             |          |
| 2005–2007 | Saltön                                | TV-serie |
| 2008      | Kungamordet                           | TV-serie |
| 2009      | Livet i Fagervik                      | TV-serie |
| 2011      | Svaleskär                             | TV-serie |
| 2013      | Tyskungen                             |          |

## Teater

### Roller (ej komplett)
| År   | Roll             | Produktion                                                                         | Regi                        | Teater                            |
| ---- | ---------------- | ---------------------------------------------------------------------------------- | --------------------------- | --------------------------------- |
| 1942 | Eyolf            | Lille Eyolf Henrik Ibsen                                                           | Martha Lundholm             | Vasateatern                       |
| 1943 | Stein            | Om ett folk vill leva (Hvis et folk vil leve) Axel Kielland                        | Per-Axel Branner            | Nya Teatern                       |
| 1953 | Emanuel          | Drottningens juvelsmycke Carl Jonas Love Almqvist                                  | Bengt Lagerkvist            | Teatern i Gamla stan              |
| 1957 | Rodolpho         | Utsikt från en bro (A View From The Bridge) Arthur Miller                          | Frank Sundström             | Riksteatern                       |
| 1958 |                  | Borgaren som adelsman (Le Bourgeois gentilhomme) Molière                           | Tore Karte                  | Fredriksdalsteatern               |
| 1958 | Sir Henry Green  | Richard II (The Life and Death of King Richard the Second) William Shakespeare     | Olof Widgren John Zacharias | Stadsteatern Norrköping-Linköping |
| 1959 |                  | Den jäktade (Den stundesløse) Ludvig Holberg                                       | Tore Karte                  | Fredriksdalsteatern               |
| 1959 | Eddie Brock      | Född i går (Born Yesterday ) Garson Kanin                                          | Palle Granditsky            | Borås kretsteater                 |
| 1960 |                  | Mans kvinna Vilhelm Moberg                                                         | Anita Blom                  | Borås kretsteater                 |
| 1960 | Thomas Diafoirus | Den inbillade sjuke (Le Malade imaginaire) Molière                                 | Tore Karte                  | Fredriksdalsteatern               |
| 1960 |                  | Om jag ville... (Si je voulais...) Paul Géraldy och Robert Spitzer                 | Kåre Santesson              | Borås kretsteater                 |
| 1965 | Jack Manningham  | Gasljus (Gas Light) Patrick Hamilton                                               | Palle Granditsky            | Upsala-Gävle stadsteater          |
| 1968 |                  | Idioten (Идиот, Idiot) Fjodor Dostojevskij                                         | Palle Granditsky            | Upsala-Gävle stadsteater          |
| 1975 | Hermann Anderz   | Prästkappan Sven Delblanc                                                          | Ulf Fredriksson             | Upsala-Gävle stadsteater          |
| 1976 |                  | Hemmet Kent Andersson och Bengt Bratt                                              | Ulf Andrée                  | Upsala-Gävle stadsteater          |
| 1979 | Teseus Oberon    | En midsommarnattsdröm (A Midsummer Night's Dream) William Shakespeare              | Göran O. Eriksson           | Stockholms stadsteater            |
| 1980 | Bankiren         | Hoppla, vi lever (Hoppla, wir leben!) Ernst Toller                                 | Fred Hjelm                  | Stockholms stadsteater            |
| 1983 | Tjebutykin       | Tre systrar (Три сeстры, Tri sestry) Anton Tjechov                                 | Otomar Krejča               | Stockholms stadsteater            |
| 1986 | Stalin           | Fadershanden Torgny Lindgren och Eric Åkerlund                                     | Kåre Santesson              | Stockholms stadsteater            |
| 1989 | Fadern           | Sex roller söker en författare (Sei personaggi in cerca d'autore) Luigi Pirandello | Johan Bergenstråhle         | Stockholms stadsteater            |
| 1992 | Natter, bankir   | Landet utan gräns (Das weite Land) Arthur Schnitzler                               | Jan Håkanson                | Stockholms stadsteater            |
| 1993 | Läraren          | Andorra Max Frisch                                                                 | Benny Fredriksson           | Stockholms stadsteater            |
| 1995 | Arthur Birling   | Det är från polisen (An Inspector Calls) J.B. Priestley                            | Benny Fredriksson           | Stockholms stadsteater            |
| 1999 | Andrew Jorgensen | Andras pengar (Other People's Money) Jerry Sterner                                 | Lena Söderblom              | Stockholms stadsteater            |
| 2006 | Herr Schultz     | Cabaret John Kander, Fred Ebb och Joe Masteroff                                    | Johan Wahlström             | Tyrol Senare flyttad till Rondo   |